# Primavera in anticipo (It Is My Song)
Primavera in anticipo (It Is My Song) è un singolo della cantante italiana Laura Pausini, pubblicato il 2 gennaio 2009 come secondo estratto dal nono album in studio Primavera in anticipo.
Il brano è eseguito in duetto con il cantante britannico James Blunt. 

## Descrizione
La musica è composta da Daniel Vuletic; il testo è scritto da Laura Pausini, Cheope e James Blunt.
La canzone viene tradotta anche in lingua spagnola con il titolo Primavera anticipada (It Is My Song) (il cui adattamento è di Ignacio Ballesteros), inserita nell'album Primavera anticipada ed estratta come secondo singolo in Spagna e in America Latina.
Viene realizzata anche la versione solista di Primavera in anticipo e Primavera anticipada.
In Italia il brano ottiene un buon successo radiofonico.

## Promozione
Il 28 febbraio 2014 Laura Pausini esegue il brano Primavera anticipada (It Is My Song) in versione live in duetto con la cantante messicana Ximena Sariñana all'Arena Ciudad de México di Città del Messico, tappa del The Greatest Hits World Tour 2013-2015, mentre il 18 maggio 2014 esegue Primavera in anticipo (It Is My Song)/Primavera anticipada (It Is My Song) in versione live in duetto con il cantante italiano Marco Mengoni al Teatro antico di Taormina (trasmesso in tv su Rai 1 il 20 maggio con il titolo Stasera Laura: ho creduto in un sogno), tappa del The Greatest Hits World Tour 2013-2015.

### Duetti live
Il 21 giugno 2009 Laura Pausini esegue il brano Primavera in anticipo in versione live in duetto con Giorgia allo Stadio Giuseppe Meazza di San Siro durante il concerto benefico Amiche per l'Abruzzo (inserito poi nel DVD dell'evento).

## Video musicale
Il video musicale (in lingua italiana e in lingua spagnola) è stato diretto dal regista Gaetano Morbioli e girato a Ibiza durante l'estate 2008, in pellicola 35 mm. Un Making of del video è stato inserito nell'album Primavera in anticipo Platinum Edition.

## Tracce
CDS - Promo Warner Music Europa
1. Primavera in anticipo (It Is My Song) (con James Blunt)

CDS - Promo Warner Music Belgio
1. Primavera in anticipo (It Is My Song) (con James Blunt)

CDS - Promo Warner Music Danimarca
1. Primavera in anticipo (It Is My Song) (con James Blunt)

CDS - Promo Warner Music Messico
1. Primavera anticipada (It Is My Song) (con James Blunt)

CDS - 5051865353522 Warner Music Italia
1. Primavera in anticipo (It Is My Song) (con James Blunt)
2. Primavera in anticipo
3. Invece no

CDS - Warner Music Messico
1. Primavera anticipada (It Is My Song) (con James Blunt)
2. Primavera in anticipo (It Is My Song) (con James Blunt)
3. Primavera anticipada

Download digitale
1. Primavera in anticipo (It Is My Song) (con James Blunt)
2. Primavera in anticipo
3. Primavera anticipada (It Is My Song) (con James Blunt)
4. Primavera anticipada

## Formazione
- Laura Pausini: voce, cori
- Dado Parisini: tastiera, pianoforte
- Gabriele Fersini: chitarra
- Massimo Varini: chitarra
- Emiliano Fantuzzi: chitarra
- Riccardo Galardini: chitarra
- Cesare Chiodo: basso
- Alfredo Golino: batteria
- Curtq Bisquera: batteria

## Pubblicazioni
La versione solista viene inserita in versione Live negli album Laura Live World Tour 09 (audio e video), Laura Live Gira Mundial 09 (video) del 2009, Inedito - Special Edition del 2012 (video) e Fatti sentire ancora/Hazte sentir más del 2018 (Medley Pop video).
La versione in duetto viene inserita nell'edizione speciale dell'album di James Blunt All the Lost Souls Deluxe Edition; in una versione rimasterizzata nell'album di Laura Pausini 20 - The Greatest Hits del 2013; nelle compilation Ö3 Greatest Hits Vol. 46, KuschelRock 23 e Bravo - The Hits 2009 del 2009 e Radio Italia Top Collection Hits del 2011.
Primavera anticipada solista viene inserita in versione Live negli album Laura Live Gira Mundial 09 del 2009 (audio) e Inédito - Special Edition del 2012 (video), mentre quella in duetto viene inserita in una versione rimasterizzata nell'album 20 - Grandes Exitos del 2013.

## Classifiche

### Classifiche settimanali
| Classifica (2009) | Posizione massima |
| ----------------- | ----------------- |
| Austria           | 1                 |
| Belgio (Fiandre)  | 59                |
| Belgio (Vallonia) | 23                |
| Cile              | 37                |
| Europa            | 48                |
| Germania          | 16                |
| Italia            | 5                 |
| Spagna            | 21                |
| Svizzera          | 5                 |

### Classifiche di fine anno
| Classifica (2009) | Posizione |
| ----------------- | --------- |
| Austria           | 9         |
| Belgio (Vallonia) | 73        |
| Germania          | 63        |
| Italia            | 43        |
| Svizzera          | 26        |

## Colonna sonora
Nel 2009 Primavera antucipada (It Is My Song) in duetto con James Blunt viene utilizzata come colonna sonora della terza stagione della serie televisiva spagnola Fisica o chimica.

## Cover
Nel 2010 il cantante Albano Carrisi realizza una cover di Primavera in anticipo (It Is My Song) in duetto con la cantante austriaca Katrin Lampe inserendola nell'album The Great Italian Songbook per il mercato tedesco e austriaco.